# Ortodoxia en Albania
Aunque la mayoría de albaneses hayan sido ateos o agnósticos a través de la historia debido a la influencia de Enver Hoxha, comunista, (Partido del Trabajo del régimen de Albania) que proclamaba el país como un estado oficialmente ateo, y la persecución de los de una disposición religiosa, durante el período entre 1945 hasta 1990, el cristianismo ha desempeñado un papel activo en el desarrollo de la sociedad albanesa desde el Imperio bizantino. El metropolitano Theofan Stilian Noli era el que estuvo para establecer la misión ortodoxa albanesa bajo la diócesis americana.

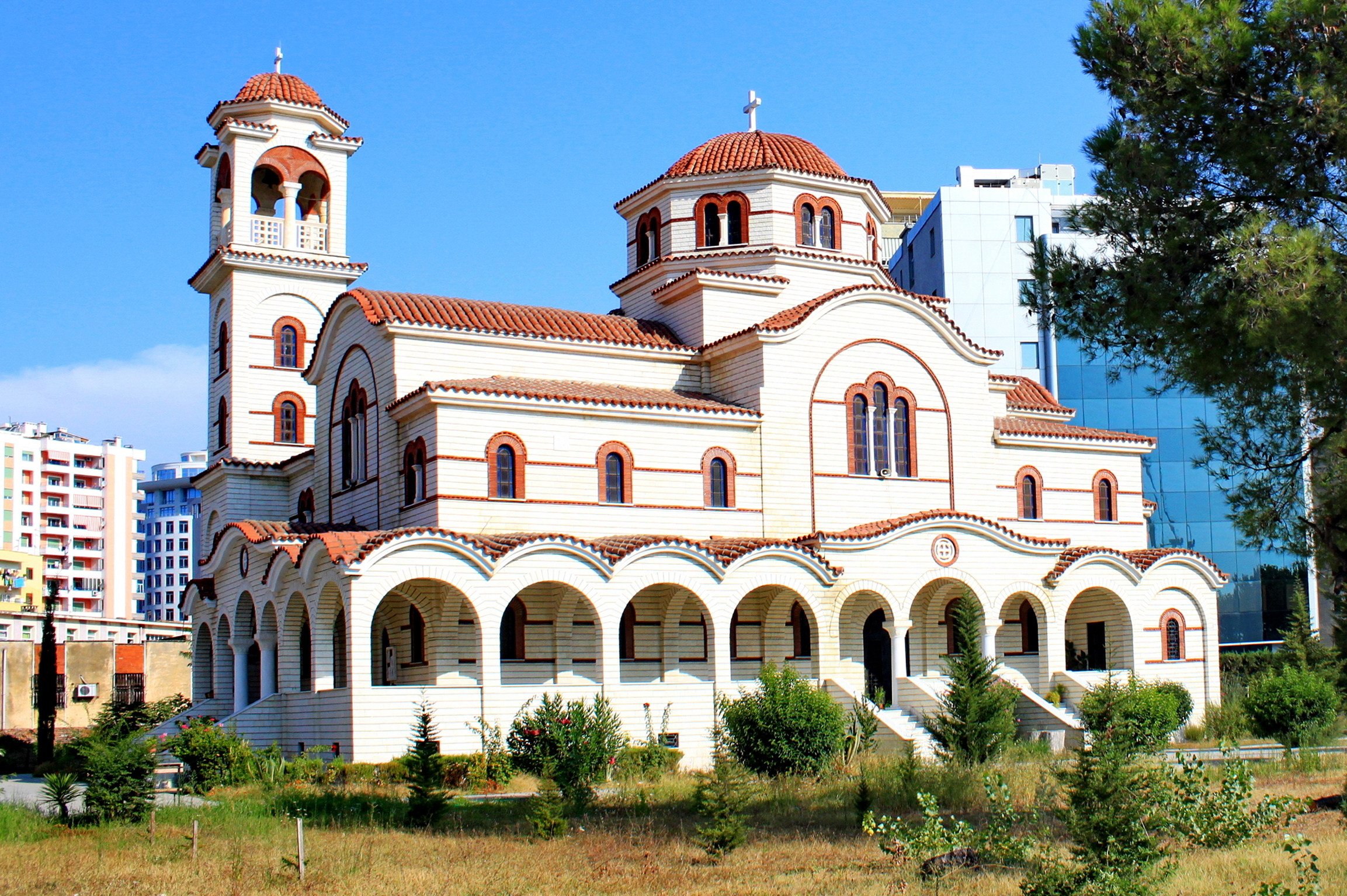
Catedrál Ortodoxa en Durres.

Según la base de datos del mundo, el 38.8% de la población del país es musulmán (los musulmanes sunni 30% , el 8% bektashi), el 22% es de religión cristiana ortodoxa y el 13% de los albaneses son católicos.

## Historia
Aunque el cristianismo ortodoxo haya existido en Albania desde el Segundo siglo A.D., y los ortodoxos históricamente constituyeran el 35% de la población de Albania, la primera liturgia ortodoxa en la lengua albanesa fue celebrada no en Albania, sino en Massachusetts. Posteriormente, cuando la iglesia ortodoxa fue prohibida existir oficialmente en Albania comunista, la ortodoxia albanesa sobrevivió en exilio en Boston (1960-1989). Es una historia curiosa que entrelaza de cerca la ortodoxia albanesa con el estado de la bahía.

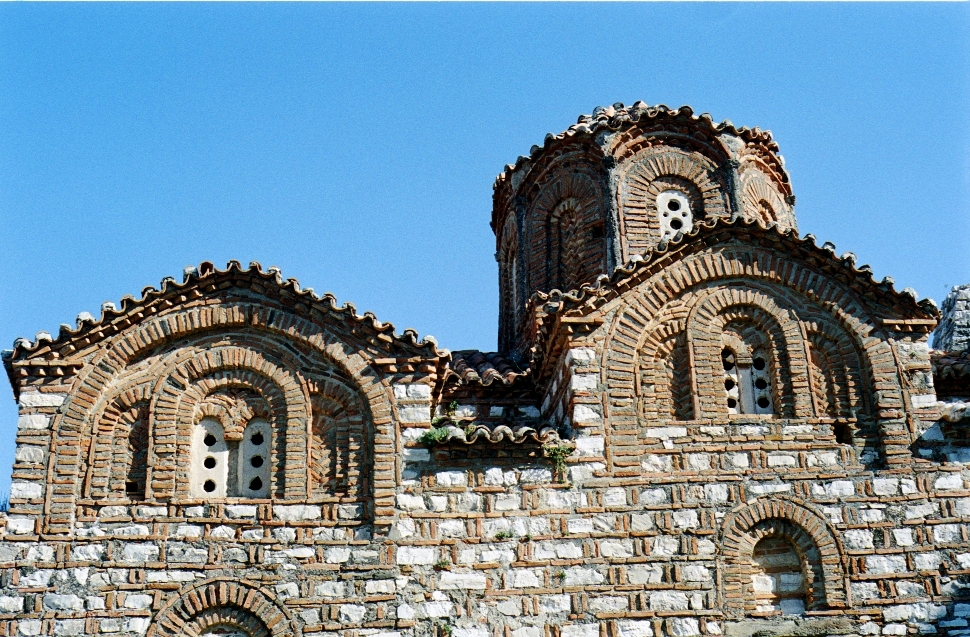
Iglesia Antigua en Berat.

Desde la invasión completa de los otomanos en Albania después de la muerte de Skanderbeg, casi toda la población ortodoxa restante, se huyó a Italia meridional. (Arbëresh) Entre 1890-1920, aproximadamente 25.000 albaneses, la mayoría de ellos cristianos ortodoxos de Albania del sudeste, emigraron a los Estados Unidos, colocando en y alrededor de Boston. Como muchos otros inmigrantes ortodoxos, eran campesinos predominantemente jóvenes, analfabetos y hombres. Como muchos otros inmigrantes balcánicos, un gran número (casi 10 000) volvió a su patria después de la Primera Guerra Mundial.

## Autocefalia de la Iglesia
La primera comunidad ortodoxa para utilizar albanés en la liturgia estaba en Boston, Massachusetts, en los EE. UU., en 1908 entre un grupo de inmigrantes albaneses llevados por Fan Noli (1882-1965). Noli había preparado su propia traducción de la liturgia en albanés, y la había utilizado también durante un viaje por varias ciudades importantes de Europa en 1911. Pronto después de la independencia albanesa en 1912, Fan S. Noli viajó a Albania en donde lo ordenarían un obispo y hacer el jefe de la Iglesia, cuya independencia él apoyó fuertemente. Él también se hizo una figura política influyente, e incluso serviría brevemente como primer ministro por cinco meses en 1924, hasta que derrocaran a su gobierno y que él entrara exilio permanente.
El fervor patriótico funcionó arriba en comunidades inmigrantes albanesas en Norteamérica. Cuando, en 1906, un sacerdote griego de una parroquia griega independiente en Hudson, Massachusetts, rechazó para enterrar a un nacionalista albanés, una comunidad albanesa ultrajada solicitó la diócesis del misionario para asistirles en el establecimiento de una parroquia separada de la lengua albanesa dentro de la diócesis del misionario. Fan S. Noli (1882-1965), un nacionalista albanés ardiente, un chantre anterior de parroquia, se ordenó metropolitana, posteriormente en febrero de 1908 para servir esta nueva parroquia albanesa. Noli se encendió organizar cinco parroquias albanesas adicionales, principalmente en Massachusetts, como Misión Ortodoxa Albanesa en América bajo auspicios de la diócesis americana.
Noli emigró más adelante a Albania, sirvió como el delegado albanés a la Sociedad de Naciones, era obispo y primate consagrado de la Iglesia Ortodoxa Independiente en Albania en 1923, e incluso sirvió brevemente como primer ministro de Albania (vino en energía con el supuesto la revolución de 1924) pero fue derrocado en un golpe por Ahmet Zogu en el mismo año. Después de años en exilio en Alemania, Noli volvió a los Estados Unidos en 1932, estudió en Harvard, tradujo en escrituras y servicios albaneses y ortodoxos en inglés, y llevó la comunidad ortodoxa albanesa en este país hasta su muerte en 1965.

## Lugares de Culto
Según estadísticas recientes de las comunidades religiosas en Albania, hay 1119 iglesias, de las que casi medias (425) son ortodoxas. Según la iglesia ortodoxa albanesa, los esfuerzos de construir nuevas iglesias y de restaurar viejas han estado durante la historia de la iglesia albanesa acertada. La construcción de más iglesias en el país se ha fijado como prioridad del cuerpo.

## Ideas falsas y propaganda
Los documentos hechos públicos por el gobierno de los EE. UU. revelan recientemente que durante la guerra fría tanto el oeste como la URSS se refirieron a menudo a Albania como país musulmán pese a la postura oficialmente atea del gobierno albanés. Esta idea falsa también puede ser resultado de la propaganda serbia, que pretendía presentar Albania como un país totalmente musulmán y por lo tanto no europeo.

## Arte y Cultura
La tierra albanesa ha heredado muchas iglesias ortodoxas desde la era bizantina. Además, muchos cuerpos bizantinos de la iglesia se han establecido en el país, puesto que su renacimiento religioso, tal como la Iglesia Bizantina Albanesa, que también consiste en otros cuerpos, tales como la Iglesia Católica Italo-Albanesa. En cuanto a la influencia cultural del cristianismo ortodoxo en Albania, es evidente que existe realmente. Un ejemplo es el de Berat, de una ciudad construida enteramente desde el período bizantino, y del de Korçë, que tiene muchas iglesias con influencia bizantina clara, pues es también la ciudad más Ortodoxo-poblada de Albania.